# Hégészipposz (ókeresztény író)
Hégészipposz (2. század) ókeresztény író.
Hadrianus római császár (117–138) idejében élt. Alexandriából kiindulva több nagy utazást tett az egyházban őrzött apostoli tradíció megismerése végett. Kiváló ismerője volt a héber vallási iratoknak. Mára elveszett történeti feljegyzéseit a Hüpomneumata című írásában rögzítette a keresztény egyházról és elöljáróiról, a keresztény és a zsidó szektákról és a keresztények üldözéséről, melyet a 9. században élt Phótiosz még ismert.
Ismerte Szent Jusztinusz elveszett eretnekellenes művét; műveiből sokan merítettek.